# 에르되시 팔
에르되시 팔(헝가리어: Erdős Pál, IPA: [ˈɛrdøːʃ ˈpaːl], 영어: Paul Erdős 폴 어도스[*] (책 《우리 수학자 모두는 약간 미친 겁니다》에서 "폴 에어디쉬"라고 표기하기도 했다.), 1913년 3월 26일~1996년 9월 20일)은 헝가리의 수학자이다. 그는 이산수학, 정수론, 조합론, 그래프 이론 등의 분야에서 방대한 업적을 남겼으며, 특히 이산수학 분야에서 수많은 문제를 해결하고 제시하여 오늘날까지도 큰 영향력을 남기고 있다.
에르되시는 생애 동안 1,500편에 달하는 엄청난 양의 수학 논문을 저술하였다. 또한 에르되시 수라는 상징적인 용어에서 볼 수 있듯, 에르되시는 공동 연구를 즐겨 수백 명의 다른 수학자들과 만나 함께 논문을 쓰던 사교적인 수학자로 잘 알려져 있다. 그는 세계 곳곳을 떠돌아다니면서 평생을 수학 연구에 매진하였으며, 1996년 심장마비로 사망하기 몇 시간 전까지 바르샤바의 학술회의에서 문제를 풀고 있었다.

## 생애

### 유년
에르되시는 1913년 3월 26일 오스트리아-헝가리 제국 부다페스트의 유대인 가정에서 태어났다. 에르되시의 아버지 에르되시 러요시(Erdős Lajos)와 어머니 어너(헝가리어: Anna) 둘 다 고등학교 수학 교사였다. 아버지의 성은 원래 엥글렌데르(헝가리어: Engländer)였는데, "에르되시"로 개명하였다. 에르되시는 누나가 둘 있었으나 그가 태어나기 전에 성홍열로 죽어서, 외동아들로 자랐다.
1914년에 아버지 에르되시 러요시는 오스트리아-헝가리 제국을 공격해 온 러시아 제국 군대에 포로로 잡혀가 6년 동안 시베리아에서 전쟁 포로로 있었다. 에르되시의 어머니는 남편과 두 딸을 잃은 후 에르되시에 극도로 집착해, 에르되시는 학교에 가지 않고 집에서 가정 교사의 교육을 받았다. 집에 혼자 남겨지는 일이 잦던 에르되시는 수학 서적을 읽으며 스스로 공부했고, 4살 때에 혼자서 이미 알려져 있던 소수의 몇몇 성질을 발견해 냈다고 한다. 1920년에야 풀려나 집으로 돌아온 아버지는 이후 아들에게 수학과 영어를 가르쳤는데, 이때 에르되시가 익힌 영어의 독특한 억양은 생애 동안 사라지지 않았다.
당시 헝가리의 유대인 대학 입학 제한에도 불구하고, 에르되시는 국가 시험 수상을 이유로 1930년에 외트뵈시 로란드 대학교에 입학할 수 있었다. 1934년 21세의 나이에 페예르 리포트(헝가리어: Fejér Lipót) 아래 박사 학위를 수여받았다.

### 성년
1934년에 에르되시는 헝가리의 반유대주의 정책을 피하여 영국 맨체스터에 연구직을 얻어 망명하였다. (에르되시의 아버지와 두 명의 삼촌은 홀로코스트 동안 처형당했다.) 1938년 미국 프린스턴 대학교에서 자리를 얻었지만, 종신 재직권을 수여받지 못했다. 이 무렵부터 그는 그의 삶을 특징짓는 떠돌이 연구 생활을 시작하였다.
에르되시에 대한 기록은 그가 순진하고 아이같은 독특한 성품의 소유자였다고 말한다. 일례로, 1941년 그는 다른 수학자와 열띤 토론을 하다가 미국 롱아일랜드의 군사 통신 시설을 모르고 지나쳤는데, 이들은 스파이 혐의로 붙잡히고 이 사건은 연방수사국의 기록 파일에 올려졌다. 또한 그는 어떤 직장에서도 오래 일하지 않고 수시로 각지를 떠돌아다녔는데, 그의 명성과 천재성으로 어느 대학에서든 따뜻한 환대를 받았다. 그는 누구든지 그의 마음에 드는 주제를 가진 수학자라면 함께 논문을 썼고, 결과적으로 그는 거의 1500개의 공동 논문을 쓴, 역사상 공동연구를 가장 많이 한 수학자가 되었다. 그와 공동 저자로 묶인 수학자들이 너무도 많아 이러한 관계를 정리한 에르되시 수라는 말까지 만들어졌다. 이와 같이 에르되시는 혼자서는 논문을 거의 내지 않았기 때문에, 그는 누구보다도 수학을 ‘사회적 활동’으로 만든 수학자라고 할 수 있다.
1950년대 초, 에르되시의 연방수사국 기록은 그가 매카시 수사의 주목을 받게 하였다. 이 때문에 에르되시는 갑자기 미국행 귀국 비자를 거부당했고, 이후 10년 동안 많은 시간을 이스라엘에서 지내는 수 밖에 없었다. 1960년대 초 그는 다시 미국에 들어갈 수 있도록 수차례 청원을 내서, 1963년 11월에 다시 비자를 발급받을 수 있었다.
에르되시는 죽음을 표현할 때 "떠난다"는 말을 썼고 "죽는다"란 말은 수학을 그만두는 것을 지칭하는 데에 사용했다. 그는 아이들을 엡실론(epsilon, 수론에서 무한소를 의미함)이라고 불렀고 아이들을 좋아했다. 그는 1983년/1984년 5만 미국 달러 상금의 울프 수학상 등 많은 상들을 받았다. 그러나 그는 단촐하게 살았으며 재산을 학생들을 돕거나 문제 풀이 상금으로 내거는 데에 쓰고는 했다.
1971년 어머니가 세상을 떠난 뒤 그는 암페타민을 복용하기 시작했다. 하루 최대 4-5시간밖에 자지 않고 극도로 오랜 시간 연구를 계속한 것으로 유명하다. 1979년에 이를 걱정한 에르되시의 친구 로널드 그레이엄이 그에게 한 달 동안 약을 먹지 않고 버티면 500달러를 주겠다고 제안하였다. 에르되시는 이 내기를 이겼지만 약물을 복용하지 않는 동안 연구를 제대로 할 수 없었고, "이 바보같은 내기 때문에 인류의 수학 발전이 한 달 늦춰졌다"고 불평했다. 내기가 끝난 직후 에르되시는 다시 리탈린과 암페타민을 사용하기 시작했다.
이후 30년간, 에르되시는 "공식적으로" 이스라엘과 미국, 영국의 몇 대학에 자리를 갖고 있었지만, 실제로는 그는 어느 한 곳에도 머무르지 않고 적당하다고 생각되는 대학들을 전전하며 방랑자로 생활하였다.

### 말년
에르되시는 말년까지 활발한 연구 활동을 계속하였다. 1996년 9월 20일에 폴란드 바르샤바에서 열린 학회가 끝난 몇 시간 후 심근 경색으로 인하여 83세의 나이로 사망하였다. 에르되시는 평생 독신이었으며 자녀를 두지 않았다.
에르되시는 부다페스트의 코즈머 가(街) 유대인 공동 묘지(헝가리어: Kozma utcai izraelita temető)에서 부모 옆에 매장되었다. 그의 묘비에는 다음과 같은 농담이 적혀 있다.
| “ | 드디어 점점 더 멍청해지지 않게 되었군. Végre nem butulok tovább. | ” |

## 업적

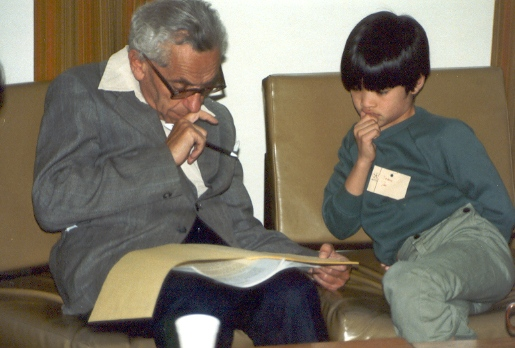
애들레이드 대학교 1985년 에르되시 팔과 테렌스 타오

에르되시의 수학적 업적은 다양한 분야에 걸쳐 있으며 그 양도 많다. 기본적으로 그는 이론이나 틀을 짜는 수학자가 아닌, 특별히 어렵다고 여겨지는 문제들의 해결사였다. 그는 특히 조합론, 그래프 이론, 수론 분야의 문제들에 관심이 많았다. 그는 단지 문제를 푸는 것에 만족하지 않고 아름답고 기초적인 풀이를 얻고자 했다. 증명은 결과가 왜 참인지에 대한 직관을 제공해야 한다고 생각한 그는 여러 단계의 복잡한 수순으로 이루어져 통찰력에 도움이 되지 않은 증명은 의미가 적다고 생각했다.
에르되시의 증명의 특징은 복잡한 문제를 아름답고 시각적인 방법으로 푼다는 점이다. 그는 1951년 수론 분야의 여러 논문으로 미국 수학회에서 수여하는 콜 상(영어: Cole Prize)을 수상했다.

## 어록
에르되시는 항상 재치있는 어구들을 만들었는데 그 중 유명한 것은 다음과 같은 것들이 있다.
| “ | 다른 지붕, 다른 증명 (Another roof, another proof) | ” |

| “ | 수학자는 커피를 정리로 바꾸는 기계다. (A mathematician is a machine for turning coffee into theorems) | ” |

| “ | 내 뇌는 열려있다 (My brain is open) | ” |

에르되시는 수학적으로 아름다운 증명을 볼 때마다 “그 책에 있는 증명이군!(This one's from The Book!)”이라고 말하곤 했는데, ‘그 책’이란 신이 수학 정리에 대한 가장 명쾌하고 최적인 증명을 써 둔 상상 속의 책이다. (에르되시의 전기의 번역본에서 ‘신의 책’으로 번역되기도 한다.) 1985년에 그는 한 강의에서 다음과 같이 말했다.
| “ | 신은 믿을 필요가 없지만, 그 ‘책’은 믿어야 한다. (You don't have to believe in God, but you should believe in The Book.) | ” |

| “ | 적시에 적절한 장소에 있는 것만으로는 충분하지 않습니다. 그 적절한 시간에는 열린 마음도 가져야합니다. It is not enough to be in the right place at the right time. You should also have an open mind at the right time. | ” |

## 같이 보기
- 약콤팩트 기수
- 라도 그래프
- 불가촉수
- 램지 이론
- 해바라기
- 세메레디의 정리의 추측
- 에르되시-보와인 상수
- 에르되시 추측
- 에르되시 수